# Mutatus (genre)
Genre
Mutatus est un genre d'araignées aranéomorphes de la famille des Phrurolithidae.

## Distribution
Les espèces de ce genre sont endémiques de Chine.

## Liste des espèces
Selon World Spider Catalog (version 26, 23/02/2025) :
- Mutatus gelao Mu, Wang, F. Zhang & Z. S. Zhang, 2025
- Mutatus tianyan Mu, Wang, F. Zhang & Z. S. Zhang, 2025
- Mutatus tujia Mu, Wang, F. Zhang & Z. S. Zhang, 2025
- Mutatus yintiaoling Mu, Wang, F. Zhang & Z. S. Zhang, 2025

## Systématique et taxinomie
Ce genre a été décrit par Mu, Wang, Zhang et Zhang en 2025 dans les Phrurolithidae.

## Publication originale
- Mu, Wang, Zhang & Zhang, 2025 : « Mutatus gen. nov., a new genus of Phrurolithidae (Arachnida, Araneae) from China, with descriptions of four new species. » ZooKeys, vol. 1226, p. 121-137 (texte intégral).